# Artur Guimarães de Araújo Jorge
Artur Guimarães de Araújo Jorge GCC (Mata Grande, 1884 - 1977) foi um diplomata e político brasileiro.

## Biografia
Nasceu no município de Mata Grande, em Alagoas, quando ainda se chamava Paulo Afonso. Foi secretário interino da Presidência da República no governo de Getúlio Vargas, de 29 de abril a 17 de maio de 1935.
A 7 de Setembro de 1938 foi agraciado com a Grã-Cruz da Ordem Militar de Cristo de Portugal, país onde era Embaixador.
Exerceu várias funções diplomáticas, representando o Brasil no Chile e em Portugal. Foi também historiador e escritor, sendo membro do Instituto de Coimbra e da Academia Portuguesa de História, além de sócio-correspondente da Academia de Ciências de Portugal e secretário, no Brasil, da Carnegie Endowment for International Peace.